# Awgustin Mettl
Awgustin Pietrowicz Mettl, ros. Августин Петрович Меттль (ur. w 1910 r. w Wilnie, zm. prawdopodobnie po 1982 r. w Hiszpanii) – radziecki pilot wojskowy (kapitan), oficer Ukraińskiej Armii Wyzwoleńczej, a następnie szef oddziału lotniczego sztabu i zastępca szefa sztabu ds. technicznych wojsk lotniczych Sił Zbrojnych Komitetu Wyzwolenia Narodów Rosji podczas II wojny światowej, współpracownik amerykańskich służb specjalnych w okresie powojennym
Urodził się pod nazwiskiem Rietitow. Jego ojcem był generał Kozaków dońskich P. I. Rietitow, zamordowany przez bolszewików w 1918 lub 1919 r. Po zakończeniu wojny domowej w Rosji A. P. Rietitow zmienił nazwisko na Mettl (podobno od angielskiego słowa "mettle" – temperament), aby nie został wytropiony przez OGPU. Od 1932 r. był członkiem Wszechzwiązkowej Partii Komunistycznej (bolszewików). W tym czasie wstąpił do Armii Czerwonej. Ukończył wojskowo-techniczną szkołę lotniczą w Leningradzie. Służył w 3 wojskowej szkole lotniczej w Orenburgu. Następnie objął dowództwo pododdziału 54 Eskadry Lotniczej. W 1936 r. awansował do stopnia podporucznika, zaś w 1939 r. porucznika i niedługo potem kapitana. Od listopada 1939 r. służył w lotnictwie Floty Czarnomorskiej. Od końca listopada 1940 r. dowodził kluczem samolotów 2 Eskadry wojskowo-morskiej szkoły lotniczej. Pod koniec października 1941 r. objął funkcję szefa sztabu 94 Eskadry Lotniczej Floty Czarnomorskiej. Od końca stycznia 1942 r. był szefem sztabu 21 Bazy Lotniczej, zaś od pocz. marca tego roku 45 Bazy Lotniczej Floty Czarnomorskiej. W maju przeleciał na stronę niemiecką. Do pocz. 1943 r. przebywał w obozie jenieckim, po czym wstąpił ochotniczo do Luftwaffe. Prawdopodobnie służył w jednym z kolaboranckich oddziałów wojskowych występującym pod szyldem Ukraińskiej Armii Wyzwoleńczej. Pod koniec 1944 r. przeszedł do nowo formowanych wojsk lotniczych Sił Zbrojnych Komitetu Wyzwolenia Narodów Rosji. Awansował na majora. Objął funkcję szefa oddziału lotniczego sztabu i zastępcy szefa sztabu ds. technicznych. Po zakończeniu wojny uniknął deportacji do ZSRR. Na przełomie lat 40. i 50. współpracował z CIA.